# Tudḫaliya (Berg)
Tudḫaliya war ein Berg in Zentralanatolien, wobei die genaue Lage unbekannt ist. Er wurde göttlich verehrt und wird in einer Opferliste für Berggötter vom hethitischen Großkönig Tudḫaliya IV. aufgelistet. Dieser König ist wie auch andere Träger dieses Namens nach dem Berg benannt. Seine Hieroglyphe auf Königssiegeln und anderen Objekten, war denn auch ein Berggott oder vereinfacht ein Berg, verbunden mit dem Zeichen tu.
Während des purulliya-Festes wurden in einem Ritual zur Stärkung des Königs mehrere Berge angerufen:

„Stehe großer Stern! Die Berge seien an ihrem Platz! Berg Pentaya, sei an deinem Platz! Den großen (Berg) sollst du nicht heben! Berg Ḫarka (Argaios), sei an deinem Platz; Berg Tutḫaliya, sei an deinem Platz! …“

In einem anderen Ritual zur Stärkung des hethitischen Königspaares werden die Berge Puškurunuwa, Šarišša, Tudḫaliya und Arnuwanda aufgefordert, sich zu erheben und zurück zu ihren Kameraden zu eilen. Auch der Berg Arnuwanda war Namensgeber für mehrere hethitische Könige.
Der Bergname Tudḫaliya kann nicht gedeutet werden und gehört zum anatolischen Substrat. Der älteste bekannte und nach dem Berg benannte Mann ist Tudḫaliya, der „Oberste der Mundschenken“ des Königs Zuzzu von Kaniš, zu weiteren Namensträgern siehe Tudḫaliya.